# 까마귀의 향연
까마귀의 향연(A Feast for Crows)은 조지 R. R. 마틴의 얼음과 불의 노래 시리즈의 4부다. 영국 초판은 2005년 10월 17일, 미국 초판은 2005년 11월 8일 발간됐다. 대한민국 초판은 2008년 6월에 나왔다.
2005년 5월 마틴은 아직 완성되지 않은 '까마귀의 향연'의 분량상의 문제로 2권으로 나눠 출간하겠다고 밝혔다. 진행상황 순서로 2권으로 나누는 대신 마틴은 캐릭터와 장소에 따라 2권으로 나눌 것이라며, "두 소설은 동시에 진행되는 것"이라고 말했다. 몇 달 뒤 '까마귀의 향연'이 발간됐고, 2011년 7월에는 5부인 드래곤과의 춤이 발간됐다. 또한 마틴은 얼음과 불의 노래가 애초 계획된 5부가 아니라 총 7부로 발간될 것이라고 밝혔다.
'까마귀의 향연'은 시리즈의 작품 중 최초로 발간과 동시에 뉴욕 타임스의 베스트 셀러 리스트 1위에 올랐다. 판타지 소설로는 이례적인 일이다. 2006년 '까마귀의 향연'은 휴고 상, 로커스 상, 영국 판타지 소사이어티(British Fantasy Society) 후보에 오르기도 했다.